# Victor Grue Enggaard
Victor Grue Enggaard (født 16. juni 2001 i Kongens Lyngby) er en cykelrytter fra Danmark, der er på kontrakt hos BHS-PL Beton Bornholm.

## Karriere
Som børne- og ungdomsspiller begyndte Victor Grue Enggaard som seksårig at spille tennis hos Lyngby Tennisklub. Derefter skiftede han over til cykelsport. I 2017 deltog han som ungdomsrytter for Holte MTB Klub ved DM i mountainbike XCO, hvor han endte på 21. pladsen. I 2018 skiftede han til ABC København, hvor der kom mere fokus på landevejscykling. I 2021 kørte han for klubbens bedste hold, og i juni deltog han i sit første A-løb. I 2022-sæsonen skiftede han til DCU Elite Teamet Team CO:PLAY-Giant Store.
Fra 2023 blev Victor Grue Enggaard en del af det danske kontinentalhold ColoQuick Cycling på en étårig kontrakt. Da sæsonen var forbi ønskede Coloquick ikke at forlænge kontrakten, og Enggard gik på jagt efter et nyt hold. Efter at have deltaget ved VM i gravel 2023 blev snakken mellem rytter og kontinentalholdet BHS-PL Beton Bornholm intensiveret, og det resulterede i at Victor Grue fra 2024 skulle køre for det bornholmske hold.